# Tournoi de tennis du Chili
Ne doit pas être confondu avec Tournoi de tennis de Santiago.
Le tournoi du Chili est un tournoi de tennis du circuit masculin ATP créé en 1976 qui se dispute sur terre battue au Chili, soit à Santiago, soit à Viña del Mar. Il fait partie de la catégorie ATP 250.
En 2008, il y a aussi eu une édition féminine, la Coupe Cachantún du circuit WTA, qui s'est tenue du 11 au 17 février à Viña del Mar ; elle a été remportée par la favorite, l'Italienne Flavia Pennetta.

## Historique
Créé en 1976 sous l'appellation d'Open du Chili à Santiago du Chili, le tournoi a plusieurs fois alterné entre la capitale chilienne et la cité balnéaire de Viña del Mar. Il y a eu 2 éditions en 1981 avec la première édition à Viña del Mar et la dernière à Santiago.
| Ville hôte   | Éditions   |
| ------------ | ---------- |
| Santiago     | 1976-1981  |
| Viña del Mar | 1981-1983  |
| Santiago     | 1993-2000  |
| Viña del Mar | 2001-2009  |
| Santiago     | 2010, 2011 |
| Viña del Mar | 2012-2014  |
| Santiago     | 2020-2024  |

Le local Fernando González est le joueur qui a remporté le plus de fois le tournoi avec 4 titres en simple.

## Palmarès messieurs

### Simple
| No | Date       | Nom et lieu du tournoi                             | Catégorie      | Dotation       | Surface        | Vainqueur           | Finaliste               | Score           |                |
| -- | ---------- | -------------------------------------------------- | -------------- | -------------- | -------------- | ------------------- | ----------------------- | --------------- | -------------- |
| 1  | 06-12-1976 | Chilean Open, Santiago                             | Grand Prix     | 35 000 $       | Terre (ext.)   | José Higueras       | Carlos Kirmayr          | 5-7, 6-4, 6-4   |                |
| 2  | 14-11-1977 | Chilean Open, Santiago                             | Grand Prix     | 50 000 $       | Terre (ext.)   | Guillermo Vilas     | Jaime Fillol            | 6-0, 2-6, 6-4   |                |
| 3  | 04-12-1978 | Chilean Open, Santiago                             | Grand Prix     | 75 000 $       | Terre (ext.)   | José Luis Clerc     | Víctor Pecci            | 3-6, 6-3, 6-1   |                |
| 4  | 26-11-1979 | Chilean Open, Santiago                             | Grand Prix     | 50 000 $       | Terre (ext.)   | Hans Gildemeister   | José Higueras           | 7-5, 5-7, 6-4   |                |
| 5  | 24-11-1980 | Chilean Open, Santiago                             | Grand Prix     | 50 000 $       | Terre (ext.)   | Víctor Pecci        | Christophe Freyss       | 4-6, 6-4, 6-3   |                |
| 6  | 26-01-1981 | Chilean Open, Viña del Mar                         |                | 50 000 $       | Terre (ext.)   | Víctor Pecci        | José Higueras           | 6-4, 6-0        |                |
| 7  | 23-11-1981 | Chilean Open, Santiago                             | Grand Prix     | 50 000 $       | Terre (ext.)   | Hans Gildemeister   | Andrés Gómez            | 6-4, 7-5        |                |
| 8  | 25-01-1982 | Chilean Open, Viña del Mar                         |                | 75 000 $       | Terre (ext.)   | Pedro Rebolledo     | Raúl Ramírez            | 6-4, 3-6, 7-6   |                |
| 9  | 14-02-1983 | Chilean Open, Viña del Mar                         |                | 75 000 $       | Terre (ext.)   | Víctor Pecci        | Jaime Fillol            | 2-6, 7-5, 6-4   |                |
|    | 1984-1992  | Pas de tournoi                                     | Pas de tournoi | Pas de tournoi | Pas de tournoi | Pas de tournoi      | Pas de tournoi          | Pas de tournoi  | Pas de tournoi |
| 10 | 25-10-1993 | Hellmann's Cup, Santiago                           | World Series   | 200 000 $      | Terre (ext.)   | Javier Frana        | Emilio Sánchez          | 7-5, 3-6, 6-3   |                |
| 11 | 24-10-1994 | Hellmann's Cup, Santiago                           | World Series   | 188 750 $      | Terre (ext.)   | Alberto Berasategui | Francisco Clavet        | 6-3, 6-4        |                |
| 12 | 23-10-1995 | Hellmann's Cup, Santiago                           | World Series   | 203 750 $      | Terre (ext.)   | Sláva Doseděl       | Marcelo Ríos            | 7-63, 6-3       |                |
| 13 | 04-11-1996 | Hellmann's Cup, Santiago                           | World Series   | 203 000 $      | Terre (ext.)   | Hernán Gumy         | Marcelo Ríos            | 6-4, 7-5        |                |
| 14 | 03-11-1997 | Hellmann's Cup, Santiago                           | World Series   | 303 000 $      | Terre (ext.)   | Julián Alonso       | Marcelo Ríos            | 6-2, 6-1        |                |
| 15 | 09-11-1998 | Chevrolet Cup, Santiago                            | Int' Series    | 315 000 $      | Terre (ext.)   | Francisco Clavet    | Younès El Aynaoui       | 6-2, 6-4        |                |
|    | 1999       | Pas de tournoi                                     | Pas de tournoi | Pas de tournoi | Pas de tournoi | Pas de tournoi      | Pas de tournoi          | Pas de tournoi  | Pas de tournoi |
| 16 | 28-02-2000 | Chevrolet Cup, Santiago                            | Int' Series    | 350 000 $      | Terre (ext.)   | Gustavo Kuerten     | Mariano Puerta          | 7-63, 6-3       | Tableau        |
| 17 | 12-02-2001 | Chevrolet Cup presented by BellSouth, Viña del Mar | Int' Series    | 350 000 $      | Terre (ext.)   | Guillermo Coria     | Gastón Gaudio           | 4-6, 6-2, 7-5   |                |
| 18 | 11-02-2002 | BellSouth Open by Rosen, Viña del Mar              | Int' Series    | 356 000 $      | Terre (ext.)   | Fernando González   | Nicolás Lapentti        | 6-3, 65-7, 7-64 |                |
| 19 | 10-02-2003 | BellSouth Open by Rosen, Viña del Mar              | Int' Series    | 320 000 $      | Terre (ext.)   | David Sánchez       | Marcelo Ríos            | 1-6, 6-3, 6-3   | Tableau        |
| 20 | 09-02-2004 | BellSouth Open by Rosen, Viña del Mar              | Int' Series    | 308 000 $      | Terre (ext.)   | Fernando González   | Gustavo Kuerten         | 7-5, 6-4        | Tableau        |
| 21 | 31-01-2005 | BellSouth Open by Rosen, Viña del Mar              | Int' Series    | 355 000 $      | Terre (ext.)   | Gastón Gaudio       | Fernando González       | 6-3, 6-4        | Tableau        |
| 22 | 30-01-2006 | Movistar Open, Viña del Mar                        | Int' Series    | 355 000 $      | Terre (ext.)   | José Acasuso        | Nicolás Massú           | 6-4, 6-3        | Tableau        |
| 23 | 29-01-2007 | Movistar Open, Viña del Mar                        | Int' Series    | 423 000 $      | Terre (ext.)   | Luis Horna          | Nicolás Massú           | 7-5, 6-3        | Tableau        |
| 24 | 28-01-2008 | Movistar Open, Viña del Mar                        | Int' Series    | 437 000 $      | Terre (ext.)   | Fernando González   | Juan Mónaco             | Forfait         | Tableau        |
| 25 | 02-02-2009 | Movistar Open, Viña del Mar                        | ATP 250        | 445 000 $      | Terre (ext.)   | Fernando González   | José Acasuso            | 6-1, 6-3        | Tableau        |
| 26 | 01-02-2010 | Movistar Open, Santiago                            | ATP 250        | 398 250 $      | Terre (ext.)   | Thomaz Bellucci     | Juan Mónaco             | 6-2, 0-6, 6-4   | Tableau        |
| 27 | 31-01-2011 | Movistar Open, Santiago                            | ATP 250        | 398 250 $      | Terre (ext.)   | Tommy Robredo       | Santiago Giraldo        | 6-2, 2-6, 7-65  | Tableau        |
| 28 | 30-01-2012 | VTR Open, Viña del Mar                             | ATP 250        | 398 250 $      | Terre (ext.)   | Juan Mónaco         | Carlos Berlocq          | 6-3, 61-7, 6-1  | Tableau        |
| 29 | 04-02-2013 | VTR Open by Cachantún, Viña del Mar                | ATP 250        | 410 200 $      | Terre (ext.)   | Horacio Zeballos    | Rafael Nadal            | 62-7, 7-66, 6-4 | Tableau        |
| 30 | 03-02-2014 | Royal Guard Open, Viña del Mar                     | ATP 250        | 426 605 $      | Terre (ext.)   | Fabio Fognini       | Leonardo Mayer          | 6-2, 6-4        | Tableau        |
|    | 2015-2019  | Pas de tournoi                                     | Pas de tournoi | Pas de tournoi | Pas de tournoi | Pas de tournoi      | Pas de tournoi          | Pas de tournoi  | Pas de tournoi |
| 31 | 24-02-2020 | Chile Dove Men+Care Open, Santiago                 | ATP 250        | 604 010 $      | Terre (ext.)   | Thiago Seyboth Wild | Casper Ruud             | 7-5, 4-6, 6-3   | Tableau        |
| 32 | 08-03-2021 | Chile Dove Men+Care Open, Santiago                 | ATP 250        | 325 270 $      | Terre (ext.)   | Cristian Garín      | Facundo Bagnis          | 6-4, 6-73, 7-5  | Tableau        |
| 33 | 21-02-2022 | Chile Dove Men+Care Open, Santiago                 | ATP 250        | 475 960 $      | Terre (ext.)   | Pedro Martínez      | Sebastián Báez          | 4-6, 6-4, 6-4   | Tableau        |
| 34 | 27-02-2023 | Movistar Chile Open, Santiago                      | ATP 250        | 642 735 $      | Terre (ext.)   | Nicolás Jarry       | Tomás Martín Etcheverry | 65-7, 7-65, 6-2 | Tableau        |
| 35 | 26-02-2024 | Movistar Chile Open, Santiago                      | ATP 250        | 661 585 $      | Terre (ext.)   | Sebastián Báez      | Alejandro Tabilo        | 3-6, 6-0, 6-4   | Tableau        |
| 36 | 24-02-2025 | Movistar Chile Open, Santiago                      | ATP 250        | 680 140 $      | Terre (ext.)   | Laslo Djere         | Sebastián Báez          | 6-4, 3-6, 7-5   | Tableau        |

### Double
| No | Date       | Nom et lieu du tournoi                             | Catégorie      | Dotation       | Surface        | Vainqueurs                                          | Finalistes                            | Score             |                |
| -- | ---------- | -------------------------------------------------- | -------------- | -------------- | -------------- | --------------------------------------------------- | ------------------------------------- | ----------------- | -------------- |
| 1  | 06-12-1976 | Chilean Open, Santiago                             | Grand Prix     | 35 000 $       | Terre (ext.)   | Patricio Cornejo Hans Gildemeister                  | Lito Álvarez Belus Prajoux            | 6-3, 7-6          |                |
| 2  | 14-11-1977 | Chilean Open, Santiago                             | Grand Prix     | 50 000 $       | Terre (ext.)   | Patricio Cornejo Jaime Fillol                       | Henry Bunis Paul McNamee              | 5-7, 6-1, 6-1     |                |
| 3  | 04-12-1978 | Chilean Open, Santiago                             | Grand Prix     | 75 000 $       | Terre (ext.)   | Hans Gildemeister Víctor Pecci                      | Álvaro Fillol Jaime Fillol            | 6-4, 6-3          |                |
| 4  | 26-11-1979 | Chilean Open, Santiago                             | Grand Prix     | 50 000 $       | Terre (ext.)   | José Higueras Jairo Velasco                         | Álvaro Fillol Jaime Fillol            | Finale non jouée  |                |
| 5  | 24-11-1980 | Chilean Open, Santiago                             | Grand Prix     | 50 000 $       | Terre (ext.)   | Belus Prajoux Ricardo Ycaza                         | Carlos Kirmayr João Soares            | 4-6, 7-6, 6-4     |                |
| 6  | 26-01-1981 | Chilean Open, Viña del Mar                         |                | 50 000 $       | Terre (ext.)   | David Carter Paul Kronk                             | Andrés Gómez Belus Prajoux            | 6-1, 6-2          |                |
| 7  | 23-11-1981 | Chilean Open, Santiago                             | Grand Prix     | 50 000 $       | Terre (ext.)   | Hans Gildemeister Andrés Gómez                      | Ricardo Cano Belus Prajoux            | 6-2, 7-6          |                |
| 8  | 25-01-1982 | Chilean Open, Viña del Mar                         |                | 75 000 $       | Terre (ext.)   | Manuel Orantes Raúl Ramírez                         | Guillermo Aubone Ángel Giménez        | Forfait           |                |
| 9  | 14-02-1983 | Chilean Open, Viña del Mar                         |                | 75 000 $       | Terre (ext.)   | Hans Gildemeister Belus Prajoux                     | Júlio Góes Ney Keller                 | 6-3, 6-1          |                |
|    | 1984-1992  | Pas de tournoi                                     | Pas de tournoi | Pas de tournoi | Pas de tournoi | Pas de tournoi                                      | Pas de tournoi                        | Pas de tournoi    | Pas de tournoi |
| 10 | 25-10-1993 | Hellmann's Cup, Santiago                           | World Series   | 200 000 $      | Terre (ext.)   | Mike Bauer David Rikl                               | Christer Allgårdh Brian Devening      | 7-6, 6-4          |                |
| 11 | 24-10-1994 | Hellmann's Cup, Santiago                           | World Series   | 188 750 $      | Terre (ext.)   | Karel Nováček Mats Wilander                         | Tomás Carbonell Francisco Roig        | 4-6, 7-6, 7-6     |                |
| 12 | 23-10-1995 | Hellmann's Cup, Santiago                           | World Series   | 203 750 $      | Terre (ext.)   | Jiří Novák David Rikl                               | Shelby Cannon Francisco Montana       | 6-4, 4-6, 6-1     |                |
| 13 | 04-11-1996 | Hellmann's Cup, Santiago                           | World Series   | 203 000 $      | Terre (ext.)   | Fernando Meligeni Gustavo Kuerten                   | Dinu Pescariu Albert Portas           | 6-4, 6-2          |                |
| 14 | 03-11-1997 | Hellmann's Cup, Santiago                           | World Series   | 303 000 $      | Terre (ext.)   | Hendrik Jan Davids Andrew Kratzmann                 | Julián Alonso Nicolás Lapentti        | 7-6, 5-7, 6-4     |                |
| 15 | 09-11-1998 | Chevrolet Cup, Santiago                            | Int' Series    | 315 000 $      | Terre (ext.)   | Mariano Hood Sebastián Prieto                       | Massimo Bertolini Devin Bowen         | 7-6, 6-7, 7-6     |                |
|    | 1999       | Pas de tournoi                                     | Pas de tournoi | Pas de tournoi | Pas de tournoi | Pas de tournoi                                      | Pas de tournoi                        | Pas de tournoi    | Pas de tournoi |
| 16 | 28-02-2000 | Chevrolet Cup, Santiago                            | Int' Series    | 350 000 $      | Terre (ext.)   | Gustavo Kuerten Antonio Prieto                      | Lan Bale Piet Norval                  | 6-2, 6-4          | Tableau        |
| 17 | 12-02-2001 | Chevrolet Cup presented by BellSouth, Viña del Mar | Int' Series    | 350 000 $      | Terre (ext.)   | Lucas Arnold Ker Tomás Carbonell                    | Mariano Hood Sebastián Prieto         | 6-4, 2-6, 6-3     |                |
| 18 | 11-02-2002 | BellSouth Open by Rosen, Viña del Mar              | Int' Series    | 356 000 $      | Terre (ext.)   | Gastón Etlis Martín Rodríguez                       | Lucas Arnold Ker Luis Lobo            | 6-3, 6-4          |                |
| 19 | 10-02-2003 | BellSouth Open by Rosen, Viña del Mar              | Int' Series    | 320 000 $      | Terre (ext.)   | Agustín Calleri Mariano Hood                        | František Čermák Leoš Friedl          | 6-3, 1-6, 6-4     | Tableau        |
| 20 | 09-02-2004 | BellSouth Open by Rosen, Viña del Mar              | Int' Series    | 308 000 $      | Terre (ext.)   | Juan Ignacio Chela Gastón Gaudio                    | Nicolás Lapentti Martín Rodríguez     | 7-62, 7-63        | Tableau        |
| 21 | 31-01-2005 | BellSouth Open by Rosen, Viña del Mar              | Int' Series    | 355 000 $      | Terre (ext.)   | David Ferrer Santiago Ventura                       | Gastón Etlis Martín Rodríguez         | 6-3, 6-4          | Tableau        |
| 22 | 30-01-2006 | Movistar Open, Viña del Mar                        | Int' Series    | 355 000 $      | Terre (ext.)   | José Acasuso Sebastián Prieto                       | František Čermák Leoš Friedl          | 7-62, 6-4         | Tableau        |
| 23 | 29-01-2007 | Movistar Open, Viña del Mar                        | Int' Series    | 423 000 $      | Terre (ext.)   | Paul Capdeville Óscar Hernández                     | Albert Montañés Rubén Ramírez Hidalgo | 4-6, 6-4, [10-6]  | Tableau        |
| 24 | 28-01-2008 | Movistar Open, Viña del Mar                        | Int' Series    | 437 000 $      | Terre (ext.)   | José Acasuso Sebastián Prieto                       | Máximo González Juan Mónaco           | 6-1, 3-0, ab.     | Tableau        |
| 25 | 02-02-2009 | Movistar Open, Viña del Mar                        | ATP 250        | 445 000 $      | Terre (ext.)   | Pablo Cuevas Brian Dabul                            | František Čermák Michal Mertiňák      | 6-3, 6-3          | Tableau        |
| 26 | 01-02-2010 | Movistar Open, Santiago                            | ATP 250        | 398 250 $      | Terre (ext.)   | Łukasz Kubot Oliver Marach                          | Potito Starace Horacio Zeballos       | 6-4, 6-0          | Tableau        |
| 27 | 31-01-2011 | Movistar Open, Santiago                            | ATP 250        | 398 250 $      | Terre (ext.)   | Marcelo Melo Bruno Soares                           | Łukasz Kubot Oliver Marach            | 6-3, 7-63         | Tableau        |
| 28 | 30-01-2012 | VTR Open, Viña del Mar                             | ATP 250        | 398 250 $      | Terre (ext.)   | Frederico Gil Daniel Gimeno-Traver                  | Pablo Andújar Carlos Berlocq          | 1-6, 7-5, [12-10] | Tableau        |
| 29 | 04-02-2013 | VTR Open by Cachantún, Viña del Mar                | ATP 250        | 410 200 $      | Terre (ext.)   | Paolo Lorenzi Potito Starace                        | Juan Mónaco Rafael Nadal              | 6-2, 6-4          | Tableau        |
| 30 | 03-02-2014 | Royal Guard Open, Viña del Mar                     | ATP 250        | 426 605 $      | Terre (ext.)   | Oliver Marach Florin Mergea                         | Juan Sebastián Cabal Robert Farah     | 6-3, 6-4          | Tableau        |
|    | 2015-2019  | Pas de tournoi                                     | Pas de tournoi | Pas de tournoi | Pas de tournoi | Pas de tournoi                                      | Pas de tournoi                        | Pas de tournoi    | Pas de tournoi |
| 31 | 24-02-2020 | Chile Dove Men+Care Open, Santiago                 | ATP 250        | 604 010 $      | Terre (ext.)   | Roberto Carballés Baena Alejandro Davidovich Fokina | Marcelo Arévalo Jonny O'Mara          | 7-63, 6-1         | Tableau        |
| 32 | 08-03-2021 | Chile Dove Men+Care Open, Santiago                 | ATP 250        | 325 270 $      | Terre (ext.)   | Simone Bolelli Máximo González                      | Federico Delbonis Jaume Munar         | 7-64, 6-4         | Tableau        |
| 33 | 21-02-2022 | Chile Dove Men+Care Open, Santiago                 | ATP 250        | 475 960 $      | Terre (ext.)   | Rafael Matos Felipe Meligeni Alves                  | André Göransson Nathaniel Lammons     | 7-68, 7-63        | Tableau        |
| 34 | 27-02-2023 | Movistar Chile Open, Santiago                      | ATP 250        | 642 735 $      | Terre (ext.)   | Andrea Pellegrino Andrea Vavassori                  | Thiago Seyboth Wild Matías Soto       | 6-4, 3-6, [12-10] | Tableau        |
| 35 | 26-02-2024 | Movistar Chile Open, Santiago                      | ATP 250        | 661 585 $      | Terre (ext.)   | Tomás Barrios Vera Alejandro Tabilo                 | Orlando Luz Matías Soto               | 6-2, 6-4          | Tableau        |
| 36 | 24-02-2025 | Movistar Chile Open, Santiago                      | ATP 250        | 680 140 $      | Terre (ext.)   | Nicolás Barrientos Rithvik Choudary Bollipalli      | Máximo González Andrés Molteni        | 6-3, 6-2          | Tableau        |

## Palmarès dames

### Simple
| No | Date       | Nom et lieu du tournoi        | Catégorie      | Dotation       | Surface        | Vainqueure      | Finaliste        | Score          |                |
| -- | ---------- | ----------------------------- | -------------- | -------------- | -------------- | --------------- | ---------------- | -------------- | -------------- |
| 1  | 11-02-2008 | Coupe Cachantún, Viña del Mar | Tier III       | 200 000 $      | Terre (ext.)   | Flavia Pennetta | Klára Zakopalová | 6-4, 5-4, ab.  | Tableau        |
|    | 2009-2021  | Pas de tournoi                | Pas de tournoi | Pas de tournoi | Pas de tournoi | Pas de tournoi  | Pas de tournoi   | Pas de tournoi | Pas de tournoi |
| 2  | 07-11-2022 | LP Chile Colina Open, Colina  | WTA 125        | 115 000 $      | Terre (ext.)   | Mayar Sherif    | Kateryna Baindl  | 3-6, 7-63, 7-5 | Tableau        |
| 3  | 13-11-2023 | LP Open by IND, Colina        | WTA 125        | 115 000 $      | Terre (ext.)   | Sára Bejlek     | Diane Parry      | 6-2, 6-1       | Tableau        |
| 4  | 18-11-2024 | LP Open by IND, Colina        | WTA 125        | 115 000 $      | Terre (ext.)   | Nina Stojanović | María Carlé      | 3-6, 6-4, 6-4  | Tableau        |

### Double
| No | Date       | Nom et lieu du tournoi       | Catégorie      | Dotation       | Surface        | Vainqueures                     | Finalistes                          | Score            |                |
| -- | ---------- | ---------------------------- | -------------- | -------------- | -------------- | ------------------------------- | ----------------------------------- | ---------------- | -------------- |
| 1  | 11-02-2008 | Coupe Cachantún Viña del Mar | Tier III       | 200 000 $      | Terre (ext.)   | Līga Dekmeijere Alicja Rosolska | Mariya Koryttseva Julia Schruff     | 7-5, 6-3         | Tableau        |
|    | 2009-2021  | Pas de tournoi               | Pas de tournoi | Pas de tournoi | Pas de tournoi | Pas de tournoi                  | Pas de tournoi                      | Pas de tournoi   | Pas de tournoi |
| 2  | 07-11-2022 | LP Chile Colina Open Colina  | WTA 125        | 115 000 $      | Terre (ext.)   | Yana Sizikova Aldila Sutjiadi   | Mayar Sherif Tamara Zidanšek        | 6-1, 3-6, [10-7] | Tableau        |
| 3  | 13-11-2023 | LP Open by IND Colina        | WTA 125        | 115 000 $      | Terre (ext.)   | Julia Lohoff Conny Perrin       | L. Perez Alarcon Daniela Seguel     | 7-64, 6-2        | Tableau        |
| 4  | 18-11-2024 | LP Open by IND Colina        | WTA 125        | 115 000 $      | Terre (ext.)   | Mayar Sherif Nina Stojanović    | Léolia Jeanjean Kristina Mladenovic | Forfait          | Tableau        |